# Richard Barrett (Komponist)

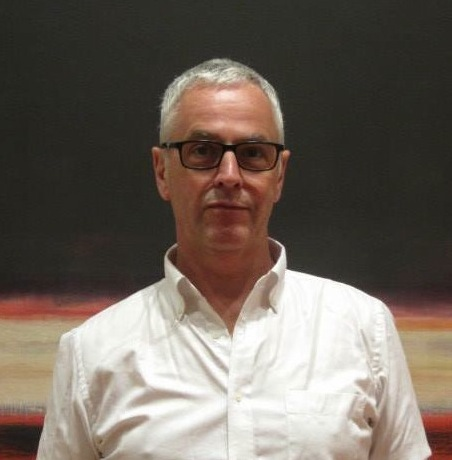
Richard Barrett im Juni 2015

Richard Barrett (* 7. November 1959 in Swansea, Wales) ist ein britischer Komponist, der auch als Improvisationsmusiker tätig ist.

## Wirken
Barrett begann erst ernsthaft Musik zu studieren, nachdem er 1980 am University College London einen Abschluss in Genetik und Mikrobiologie erworben hatte (Warnaby 2001). Von Iannis Xenakis, Helmut Lachenmann und Hans-Joachim Hespos beeinflusst (Anderson 1997, 55; Freeman 1994, 42–43) wird er den britischen Komponisten der sogenannten Neuen Komplexität zugerechnet. 
Barretts Kompositionen sind vielfach zu Werkreihen gruppiert und beziehen sich auf außermusikalische Einflüsse, namentlich die Schriftsteller Samuel Beckett und Paul Celan oder den chilenischen Maler Roberto Matta. Barretts Kompositionstechnik benutzt häufig höhere Mathematik, weshalb er beim Komponieren oft auf die Hilfe eines Computers zurückgreift (Warnaby 2001).
Als Live-Elektroniker arbeitete Barrett seit 1986 im Duo Furt mit Paul Obermayer, aber auch mit der Vokalistin Ute Wassermann (Pollen, 2007). Keith Rowe holte ihn 1997 in das internationale Improvisationsensemble M.I.M.E.O., mit dem er zahlreiche Konzerte gab und mehrere Alben einspielte. Er hat auch Tonträger mit Evan Parker, Jon Rose/Meinrad Kneer und dem Trokaan Project eingespielt. Als Interpret eigener Werke ist er auf den Alben Opening of the Mouth (1999) und Dark Matter (2012) zu hören.
1989 bis 1992 unterrichtete er Komposition an der Middlesex University. 1996 wurde er zum Professor für Elektronische Komposition am Sonologieinstitut des Königlichen Konservatoriums Den Haag berufen, wo er sechs Jahre lang unterrichtete. 2002 bis 2006 lebte er in Berlin, und hat seit 2005 eine Professur an der Musikfakultät der Brunel University in London inne.
Barrett ist Träger des Kranichsteiner Musikpreises 1986 der Internationalen Ferienkurse für Neue Musik Darmstadt und erhielt 1989 den Kompositionspreis der Stiftung Gaudeamus.